# 紅帶平鮋
紅帶平鮋，為輻鰭魚綱鮋形目鮋亞目平鮋科的其中一種，為溫帶海水魚，分布於北太平洋白令海至美國加州聖地牙哥海域，棲息深度12-245公尺，本魚體淡紅色而且背部具有橄欖色色斑，頭部下側黃色，淡紅色斑紋沿著側線分布，魚鰭紅色，背鰭硬棘13枚;背鰭軟條13-15枚;臀鰭硬棘3枚;臀鰭軟條6-7枚，體長可達65公分，棲息在砂泥底質礁石區底層水域，卵胎生，生活習性不明，可做為食用魚。